# 초급편대 에그제로스
초급편대 에그제로스(Super HxEros, 일본어: ド級編隊エグゼロス)는 키타다 료마가 쓰고 그린 일본 만화 시리즈이다. 2017년 5월부터 2021년 2월까지 슈에이샤 점프스퀘어 매거진에 연재되었으며, 단행본 12권으로 챕터가 정리되어 있다. 북미에서는 만화가 세븐 시즈 엔터테인먼트(Seven Seas Entertainment)의 라이선스를 받았다. Project No.9에서 제작한 12부작 애니메이션 TV 시리즈는 2020년 7월부터 9월까지 방영되었다.

## 줄거리
키세이충(キセイ蟲)이라 불리는 알려지지 않은 유형의 외계인이 지구를 침공한다. 그들은 인류를 멸종시키려는 시도로 "H-에너지"를 약탈한다. 외계인의 위협으로부터 지구를 구하기 위해 고등학생 레토 엔조는 에그제로스 팀에 합류하여 4명의 아름다운 여고생과 협력하며, 그 중 한 명은 그의 어린 시절 친구 키라라 호시노이다. 그러나 키라라의 성격이 급격하게 변한 것으로 밝혀졌고, 이로 인해 두 소꿉친구 사이는 소원해지게 된다.